# 김지웅 (1988년)
김지웅(1988년 2월 22일 ~ )은 대한민국의 배우이다.

## 출연작

### 영화
- 《수색자》 (2021년) - 유상태 병장 역
- 《악마에 반하다》 (2017년)
- 《두근두근》 (2017년) - 현수 역
- 《불법주차》 (2017년) - 경택 역
- 《밥값》 (2016년) - 지웅 역

### 드라마
- 《나도 엄마야》 (2018년, SBS)

### 뮤직비디오
- 휴 키이스 - 쟈스민 호텔
- 페이퍼컷프로젝트 - 그게 좋아요
- 나윤권 - 364일의 꿈

### 광고
- 국방부 공익광고
- lining 스포츠웨어
- LG 글로벌 첼린져스
- 매일유업 - 상하목장우유
- 카페라떼
- KT 성공팩
- 머시론
- 유니클로
- 엔젤인어스
- 현대해상